# Hamilton Luske
Hamilton Luske, né Hamilton Luton Luske le 16 octobre 1903 à Chicago (Illinois) et mort le 19 février 1968 à Bel Air (Californie), est un réalisateur et producteur américain.

## Biographie
Il débute aux studios Disney en 1931. Il anime des courts métrages jusqu'en 1943 et devient alors réalisateur sur des Courts métrages spéciaux ou éducatifs et sur des longs métrages.
D'après Frank Thomas et Ollie Johnston, il a été choisi pour superviser l'animation de Blanche-Neige et les Sept Nains au côté de Norman Ferguson, Fred Moore et Vladimir Tytla en raison de sa « grande capacité d'analyse et pour concevoir des procédures ».
On lui doit aussi la réalisation de Pinocchio (1940) et Fantasia (1940) puis de nombreux autres films.
Dans les années 1960, il réalise la séquence en animation de Mary Poppins (1964) mais à l'époque il utilise la majeure partie de son temps à résoudre les problèmes de tournage pour les séries télévisées en prise de vue réelle du studio Disney, poste qu'il occupe jusqu'à sa mort en 1968.
Il entre à titre posthume dans les Disney Legends en 1999.

## Filmographie

### Comme animateur
- 1934 : Histoire de pingouins (non crédité)
- 1934 : The Goddess of Spring (non crédité)
- 1934 : The Dognapper
- 1934 : Two-Gun Mickey (non crédité)
- 1935 : Le Lièvre et la Tortue (non crédité)
- 1935 : Le Petit Chat voleur (non crédité)
- 1935 : Le Jour du jugement de Pluto
- 1935 : Qui a tué le rouge-gorge ? (personnage : "Jenny Wren" and "Cock Robin")
- 1936 : Elmer l'éléphant
- 1937 : Blanche-Neige et les Sept Nains
- 1938 : Ferdinand le taureau (1938) (non crédité)
- 1964 : Mary Poppins

### Comme réalisateur
- 1936 : L'Éléphant de Mickey
- 1940 : Pinocchio
- 1940 : Fantasia
- 1942 : Saludos Amigos
- 1944 : Le Pélican et la Bécasse (The Pelican and the Snipe)
- 1946 : La Boîte à musique (Make Mine Music)
- 1947 : Coquin de printemps (Mickey et le Haricot Magique)
- 1948 : Mélodie Cocktail (Melody Time)
- 1950 : Cendrillon (Cinderella)
- 1951 : Alice au Pays des Merveilles (Alice in Wonderland)
- 1953 : Peter Pan
- 1953 : Franklin et moi (Ben and Me)
- 1954 : C'est un souvenir de décembre (Once Upon a Wintertime)
- 1955 : Contrast in Rhythm
- 1955 : La Belle et le Clochard (Lady and the Tramp)
- 1956 : Disneyland, U.S.A.
- 1958 : Our Friend the Atom
- 1961 : Les 101 Dalmatiens (One Hundred and One Dalmatians)
- 1961 : Donald and the Wheel
- 1961 : The Litterbug
- 1967 : Picsou banquier (Scrooge McDuck and Money)
- 1968 : Disneyland: From the Pirates of the Caribbean to the World of Tomorrow (TV)

### Comme producteur
- 1962 : Hans Brinker or the Silver Skates (TV)
- 1967 : The Legend of the Boy and the Eagle